# Josep Lluís Blasco i Estellés
Josep Lluís Blasco i Estellés (Sagunt, 1941 - 8 de març de 2003) fou un filòsof i polític valencià.

## Biografia
Llicenciat en dret i doctor en filosofia per la Universitat de València. El 1974 ingressà en el Partit Socialista d'Alliberament Nacional (PSAN). Més tard abandonà aquesta formació i participà en la fundació de la Unitat del Poble Valencià (UPV), en la qual constituí el nucli del Bloc Nacionalista Valencià. Ha estat catedràtic de Teoria del Coneixement i degà de la Facultat de Filosofia de la Universitat de València del 1984 al 1993.

## Fundació Valencianista i Demòcrata
El 2010 es va crear una fundació amb el seu nom, la Fundació Valencianista i Demòcrata Josep Lluís Blasco, presidida per Pere Mayor. Es tracta d'un think tank impulsat des del BLOC per tal de ser un «instrument als servei del valencianisme polític», en paraules del seu president.

## Candidatures

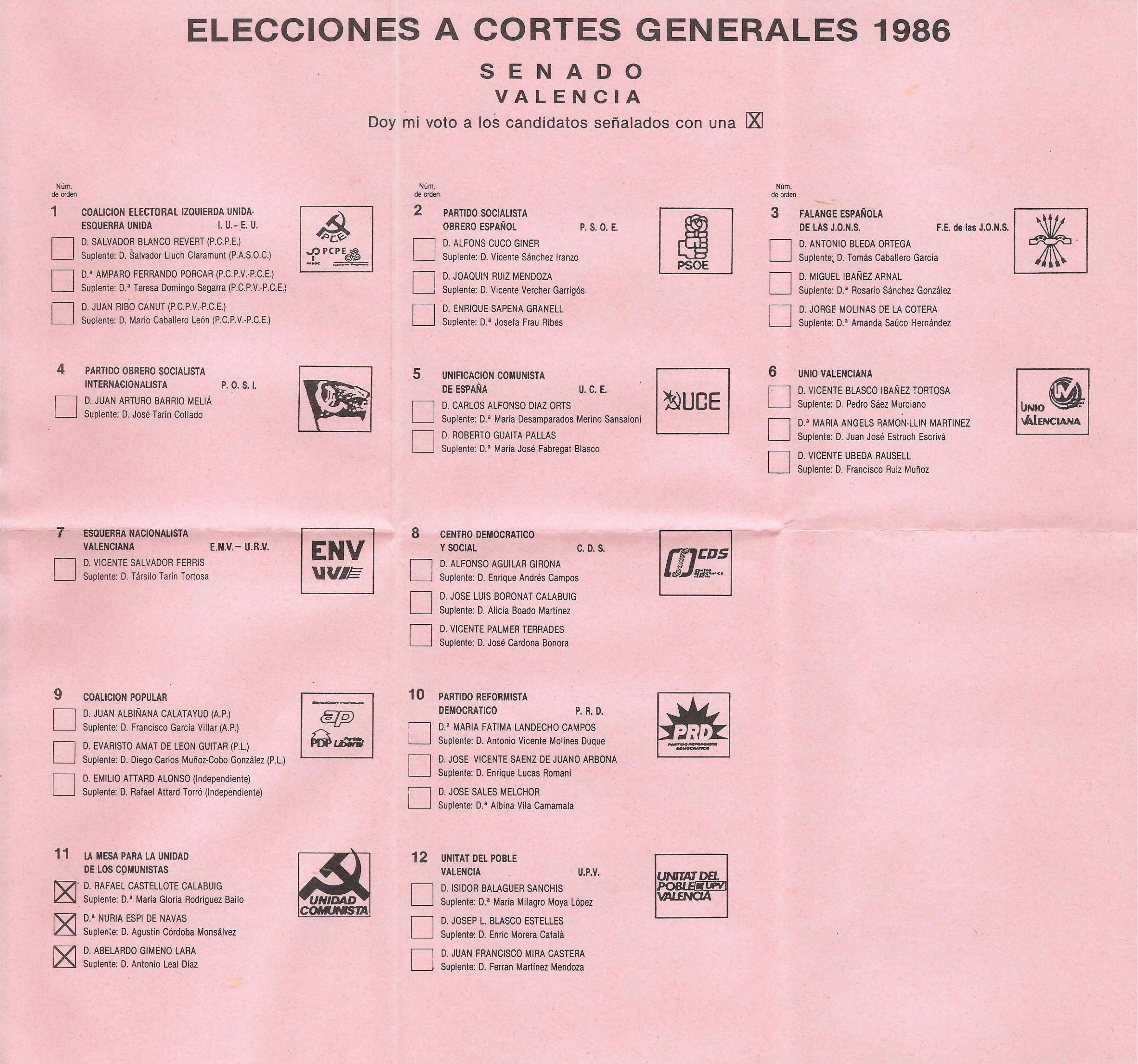
Josep Lluís Blasco va ser candidat al Senat el 1986 amb UPV.
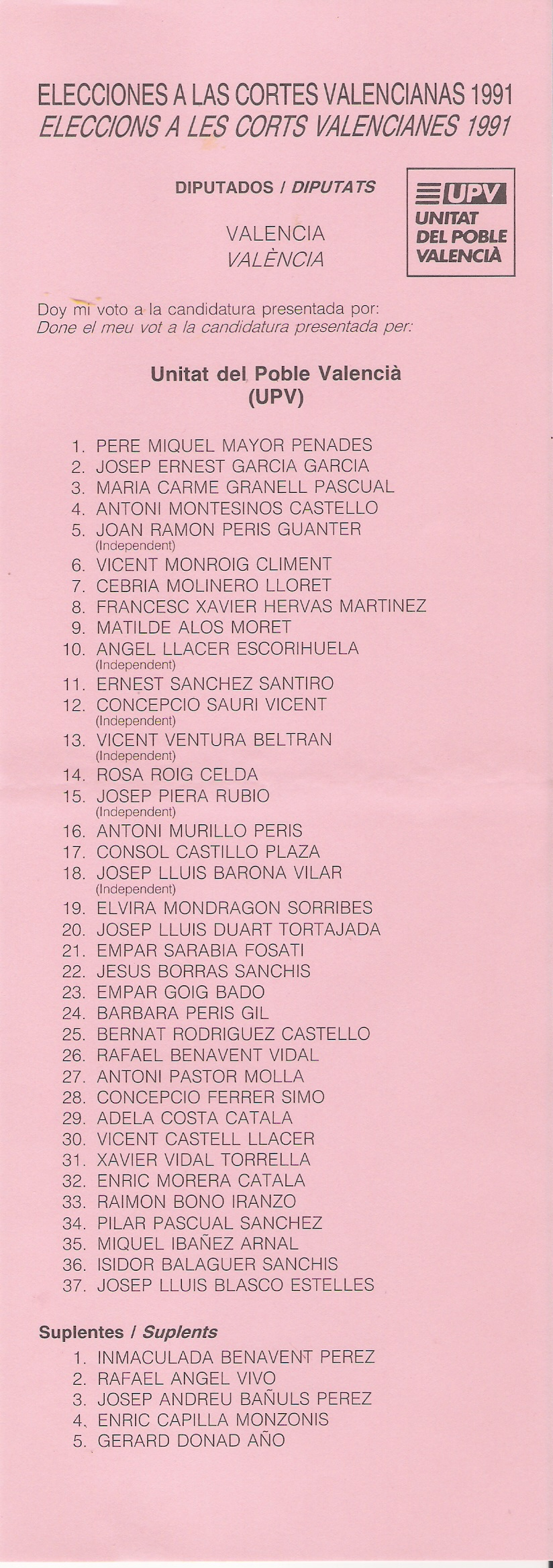
Últim lloc en la llista per València d'Unitat del Poble Valencià a les Corts Valencianes, el 1991.